# Pesterzsébeti Múzeum
A Pesterzsébeti Múzeum Budapest XX. kerületében, a Baross utca 53. szám alatt található.

## Története
A Pesterzsébeti Múzeum az 1951-ben alakult helytörténeti gyűjteményként Budapest első peremkerületi múzeuma volt. Lelkes iskolai tanárok eredetileg egy szertárban hozták létre a gyűjtemény alapját. Mint intézmény több mint két évtizeden át, 1972-ig működött a Budapesti Történeti Múzeum irányítása alatt. Akkor a helyi tanács kapta meg a fenntartói jogokat, amelyek 1990-ben a kerületi önkormányzatra szálltak át. A gyűjtemény eredetileg a Budapest XX. Kossuth Lajos u. 39. alatt működött; ebben az épületben van 1989-től a Múzeum fennhatósága alatt működő Gaál Imre Galéria. A Múzeum az 1980-as években költözött mai helyére, a XX. Baross u. 53. alatti egykori Bocsák-villába. A neogótikus villában elhelyezett helytörténeti gyűjtemény elsősorban Pesterzsébet és elődtelepülései, Erzsébetfalva és Kossuthfalva tárgyi emlékeit őrzi. Érdekesek – többek között – Kadarkuti Richárd helytörténeti témájú miniatűr festményei, az iparosok munkájának tárgyi emlékei, valamint Neményi Lili opera-énekesnő emlékszobája, amelynek berendezését egykoron a művésznő adományozta.

## Lásd még
- Pesterzsébet
- Gaál Imre Galéria
- Budapest múzeumainak listája